# Lilou Massart
Lilou Massart, né le 18 septembre 2007 à Tertre dans le Hainaut, est une pongiste belge.

## Biographie

### Carrière sportive
Fille des pongistes Sébastien Massart et Aurore Raulier, Lilou Massart commence le tennis de table en 2015 à la Raquette Rouge de Basècles. Son frère Alessi pratique également le tennis de table à haut niveau. Après une montée en Superdivision en 2020 avec Basècles, elle rejoint le club français de Roncq en double affiliation.
En juillet 2022, elle participe aux Championnats d'Europe U15 à Belgrade qu'elle remporte en battant la Polonaise Natalia Bogdanowicz en finale. Elle participe en décembre au Mondial U15 où elle est battue en huitième de finale par la future vainqueure, la Chinoise Yan Yutong.
Le 26 mars 2023, elle est sacrée championne de Belgique en double mixte avec son frère Alessi à seulement quinze ans. Elle atteint également la finale en simple cette année-là où elle est perd face à Daria Mityukova. 
Lors de la saison 2023-2024, Massart est classée deuxième meilleure joueuse de Belgique. Elle rejoint cette saison-là le club français du CP Lyssois en Pro B.

## Palmarès
2018
- Championne de Belgique pré-minime
- Championne de Belgique pré-minime en double avec Eléa Bureau
- Championne de Régional Série B AF avec Basècles

2019
- Championne de Belgique minime en double mixte avec Xavier Wats
- Championne de Division 2 Nationale avec Basècles

2020
- Championne de Belgique cadette en double mixte avec Alessi Massart
- Championne de Belgique minime en double avec Eléa Bureau
- Deuxième de Division 1 Nationale avec Basècles et promotion en Superdivision

2021
- Troisième du Youth Contender U15 (en) de Tunis

2022
- Championnats d'Europe U15 en simple
- Championne de Belgique cadette
- Championne de Belgique cadette en double avec Eléa Bureau
- Finaliste du Youth Contender U15 (en) de Tunis
- Finaliste du Youth Star Contender U15 (en) d'Otočec (en) en double avec Nina Darovcová
- Troisième du Youth Star Contender U15 (en) d'Otočec (en)

2023
- Championne de Belgique en double mixte avec Alessi Massart à Knokke
- Vice-championne de Belgique
- Championne de Belgique juniore
- Vainqueure du Youth Contender U19 (en) d'Al-Aïn
- Vainqueure du Youth Contender U17 (en) de Linz
- Vainqueure du Youth Contender U17 (en) de Batoumi
- Vainqueure du Youth Contender U17 (en) de Cuenca
- Finaliste du Youth Contender U19 (en) de Batoumi
- Finaliste du Youth Contender U19 (en) du Caire
- Finaliste du Youth Contender U19 (en) de Cuenca
- Finaliste du Youth Contender U17 (en) du Caire
- Troisième du Youth Contender U19 (en) de Linz
- Troisième du Youth Contender U19 (en) d'Amman

2024
- Championne de Belgique juniore
- Championne de Belgique des moins de 19 ans en double avec Eléa Colot